# Ahmad al-Ahsā'ī

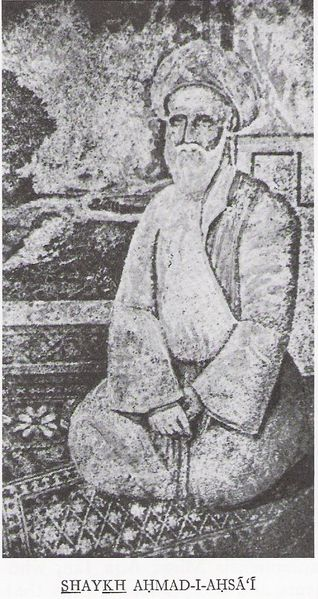
Scheich Ahmad al-Ahsa’i

Scheich Ahmad al-Ahsa'i (arabisch شيخ أحمد بن زين الدين بن إبراهيم الأحسائي Scheich Ahmad ibn Zayn al-Dīn ibn Ibrāhīm al-Ahsā'ī, * 1753 in al-Hasa, Osmanisches Reich; † 1826) war der Gründer des Schaichismus, einer Untergruppe der Zwölfer-Schia im Osmanischen Reich und in Persien. Er studierte in Bahrain und den theologischen Zentren Nadschaf und Kerbela im Irak. In den letzten zwanzig Jahren seines Lebens wurde er vom Prinzen der persischen Kadscharen-Dynastie unterstützt.

## Leben
Über die frühen Jahre und Herkunft al-Ahsa'is ist nur bekannt, dass er einer sunnitischen Familie mit schiitischen Hintergrund entstammte, welche in der nordarabischen Region al-Hasa lebte.
Al-Ahsa'i begann im Alter von etwa 40 Jahren ein Studium in den religiösen Zentren Nadschaf und Kerbela, erreichte dort ausreichende Anerkennung und wurde zum Mudschtahid ernannt, einem Ausleger des islamischen Rechts. In Diskussionen mit Sufis und neuplatonischen Wissenschaftlern konnte er sich behaupten und erfuhr so ihre Anerkennung. Er erklärte, dass dies alles Wissenschaften im Rahmen des Koran seien, und dass der Koran das gesamte Wissen der Menschheit enthalte. Zu diesem Zweck entwickelte er ein System zur Auslegung des Koran und versuchte sich zu damals aktuellen wissenschaftlichen Themen der muslimischen Welt zu informieren. Seine Ansichten wurden von einigen Klerikern, mit denen er vor seiner Reise nach Yazd debattierte, geschätzt. Während seines Aufenthalts in Yazd verfasste er einen großen Teil seiner Bücher und Briefe.
Zu seinem Nachfolger ernannte er Sayyid Kāzim Raschti, der den Schaichismus bis kurz vor seinem Tod führte.

## Werke
- Sharh al-Fawa'id. Lithographie. N.P. (Tabriz: 1856).
- Jawami' al-Kalim. Lithographie. N.P. (Tabriz: 1856–59).
- Sharh al-Masha'ir. Lithographie. N.P. (Tehran: 1861).
- Sharh al-'Arshiyya. Lithographie. N.P. (Tehran: 1861).
- Sharh al-Ziyara al-Jami'a al-Kabira. Chapkhaneh Sa'adat (Kirman: 1972), 4 Volumes.
- Rasa'il al-Hikma. Al-Da'ira al-'Alamiyya (Beirut: 1993).